# カンポ・リーグレ
カンポ・リーグレ（イタリア語: Campo Ligure）は、イタリア共和国リグーリア州ジェノヴァ県にある、人口約2,800人の基礎自治体（コムーネ）。
フィリグラーナ（金属線細工）制作で知られる。旧市街には、ヴィットーリオ・エマヌエーレ2世広場がある。

## 地理

### 位置・広がり
ジェノヴァ県西部のコムーネである。

#### 隣接コムーネ
隣接するコムーネは以下の通り。括弧内のALはアレッサンドリア県 所属を示す。
- ボージオ (AL)
- マゾーネ
- ロッシリオーネ
- ティリエート

### 地震分類
イタリアの地震リスク階級 (it) では、3 に分類される
。

## 行政

### 分離集落
カンポ・リーグレには、以下の分離集落（フラツィオーネ）がある。
- Testana, Vexina, Salto

## 文化・観光
「イタリアの最も美しい村」クラブ加盟コムーネである。
- 市街全景
- 城と教会

## 姉妹都市
- Corbelin、フランス 2010年